# Kuusisaari (ö i Lappland, Rovaniemi, lat 66,40, long 25,41)
Kuusisaari är en ö i Finland.   Den ligger i den ekonomiska regionen  Rovaniemi ekonomiska region  och landskapet Lappland, i den norra delen av landet, 700 km norr om huvudstaden Helsingfors.